# Warajská Wikipedie
Warajská Wikipedie je jazyková verze Wikipedie ve warajštině (jazyk, kterým mluví asi 2,6 milionů lidí na Filipínách). Byla založena 25. září 2005. Jedná se o druhou největší Wikipedii v austronéském jazyce. V lednu 2022 obsahovala přes 1 265 000 článků a pracovali pro ni 3 správci. Registrováno bylo přes 50 400 uživatelů, z nich bylo asi 90 aktivních. V počtu článků byla 14. největší Wikipedie. Warajská Wikipedie má velmi mnoho článků vytvořených boty, nejvíce jich bylo vytvořeno botem švédského wikipedisty Sverkera Johanssona, který se nazývá Lsjbot.